# (34500) 2000 SW154
2000 SW154 (asteroide 34500) é um asteroide da cintura principal. Possui uma excentricidade de 0.17010170 e uma inclinação de 1.46908º.
Este asteroide foi descoberto no dia 24 de setembro de 2000 por LINEAR em Socorro.